# Corrie Bakker
Pour les articles homonymes, voir Bakker.
Cornelia Johanna Marretje Bakker dit Corrie Bakker (née le 15 juin 1945 à Utrecht) est une athlète néerlandaise, spécialiste des épreuves de sprint.

## Biographie
Elle se classe quatrième du relais 4 × 100 mètres des Jeux olympiques de 1968, à Mexico, en compagnie de Wilma van den Berg, Mieke Sterk et Truus Hennipman. Lors des séries, l'équipe néerlandaise avait égalé le record du monde en 43 s 4.